# Уэстерн Юнайтед (футбольный клуб, Гизо)
«Уэ́стерн Юна́йтед» (англ. Western United FC) — футбольный клуб с Соломоновых Островов, представляющий город Гизо, административный центр Западной провинции.

## История
Клуб был образован в 2010 году и в том же году начал выступать в Эс-лиге — чемпионате Соломоновых Островов. В 2015 году впервые выиграл национальный чемпионат. В Лиге чемпионов ОФК 2014/15 не смог выйти из группы, проиграв все три матча. В 2016 году повторил победу в национальном чемпионате, одолев в финале плей-офф «Колоале». В Лиге чемпионов ОФК 2017 занял второе место в группе: два матче выиграл и один проиграл. В 2019 году «Уэстерн Юнайтед» снялся с Эс-лиги.

## Достижения
- Чемпион Эс-лиги: 2014/15, 2015/16